# Kasai Południowe
Kasai Południowe (fr. Sud-Kasaï) – dawne państwo w Afryce. 14 czerwca 1960, kilka dni zanim Kongo Belgijskie uzyskało niepodległość, ogłoszono powstanie niepodległego Federalnego Kraju Południowego Kasai. 8 sierpnia 1960 oficjalnie ogłoszono, że południowa część prowincji Kasai nie jest częścią nowo powstałej Demokratycznej Republiki Konga; stolicą kraju ogłoszono miasto Bakwanga. Prezydentem został Albert Kalonji, zaś głową rządu Joseph Ngalula.
12 kwietnia 1961 Południowe Kasai zostało ogłoszone królestwem. Albert Kalonji został królem jako Albert I Kalonji. 30 grudnia 1961 wojska Demokratycznej Republiki Konga zajęły kraj w ramach walk będących częścią kryzysu kongijskiego.